# ناحیه ادامز، شهرستان کاشاکتون، اوهایو
ناحیه ادامز، بخش کاشاکتون، اوهایو (به انگلیسی: Adams Township, Coshocton County, Ohio) در ایالات متحده آمریکا است که در اوهایو واقع شده‌است.

## خصوصیات
ناحیه ادامز ۶۶٫۴ کیلومترمربع مساحت و ۷۵۵ نفر جمعیت دارد و ۲۸۴ متر بالاتر از سطح دریا واقع شده‌است.